# FGFA (航空機)
FGFA / PMF
FGFAの原型であるT-50 (Su-57 試作機)
- 用途：戦闘機
- 分類：マルチロール機
- 製造者：スホーイ、HAL
- 運用者： インド（インド空軍）(予定)
- 運用状況：開発凍結

FGFAとは、Fifth Generation Fighter Aircraftの略称で第五世代戦闘機を指し、ロシアのスホーイ社とインドのヒンドスタン航空機による第5世代ジェット戦闘機開発計画である。
FGFAは、単座もしくは複座式の機体であり、PAK FA計画によって開発されたSu-57とは異なっていると推測される。これはステルス機能の追加、スーパークルーズ能力、センサー機器、ネットワーク能力、戦闘用の航空電子装備など43箇所の改良による。
スホーイ社のディレクターであるミハイル・ポゴシャンは、次の40年間に1,000機の戦闘機を市場に送り出す計画を立てた。これはインドの合弁事業で生産されるもので、ロシアとインド向けに各200機ずつ、また、他国用として600機が作られるとしている。彼はまた、現在の合意下でのインドの助力は、合弁事業というよりむしろ共同作業を成していると言及した。インド空軍はおそらく、複座式のFGFAが開発されるよりも早く「ロシア・バージョンの単座戦闘機を50機取得する」としている。

## 経緯
2010年9月11日、インドとロシアの交渉において、内閣承認を必要とする設計準備契約の同意が報告された。共同開発の取引では、それぞれの国が60億ドルを投資し、FGFA戦闘機の開発に8年から10年を要するとされた。戦闘機の設計準備に関するこの同意事項は、2010年12月に調印が予定された。設計準備には2億9500万ドルがかかり、18ヶ月以内に完了するとみなされた。2011年8月17日、ロシアの国営メディアは、新型戦闘機開発のためにロシアとインドは60億ドルを必要とし、また、インドはコストの約35%を負担すると報じた。開発は順調に進むかに見えたが、蜜月は長くは続かなかった。インドは独自の第5世代ジェット戦闘機であるAMCAを並行して開発中でFGFAの7機の原型機の飛行試験をロシアで実施したところ、 ステルス性、レーダをはじめとする戦闘用電子機器、センサなどがインド側の要求を満たしていなかったことが判明しており、2018年4月20日に開発コストと技術的能力を理由にFGFAの共同開発から撤退すると報じられ、開発はロシア単独で継続される模様。